# Spank Thru
Spank Thru is de debuutsingle van de Amerikaanse grungeband Nirvana. 
'Spank Thru' was een van de liedjes van de band Fecal Matter die uitgroeiden tot Nirvananummers, evenals bijvoorbeeld 'Downer'. Het nummer werd als eerste op de Fecal Matter-demo gezet (en op From the Muddy Banks of the Wishkah en talloze bootlegs). In dit nummer drumde Dale Crover en verzorgde deze de achtergrondzang. Kurt Cobain zong en speelde gitaar in het nummer.